# The Element of Surprise
| Críticas profissionais | Críticas profissionais |
| Avaliações da crítica  | Avaliações da crítica  |
| Fonte                  | Avaliação              |
| ---------------------- | ---------------------- |
| Allmusic               | [ 1 ]                  |
| The Source             | [ 2 ]                  |
| Rap Pages              | [ 3 ]                  |

The Element of Surprise é o quarto álbum de estúdio do rapper norte americano E-40, lançado em 11 de Agosto de 1998 pela Jive Records e Sick Wid It Records. O álbum apresenta produção de Ant Banks, Bosko, Mike Mosley, Rick Rock, Sam Bostic, Studio Ton & Tone Capone. Chegou ao número 4 da Top R&B/Hip-Hop Albums e ao número 13 da Billboard 200. O álbum apresenta participações dos membros do The Click: B-Legit, D-Shot e Suga-T, assim como participações de Jayo Felony, C-Bo, Mack 10, WC, Busta Rhymes, Levitti e Master P. A penúltima faixa, "Balling Out of Control", tinha aparecido antes no EP de 1993 The Mail Man.
Junto com um single, um videoclipe foi produzido para a canção "Hope I Don't Go Back", com a participação de Otis & Shug. Um segundo single, "From the Ground Up", também teve um videoclipe, com a participação de Too Short e K-Ci & JoJo. O álbum eventualmente ganhou disco de Ouro.

## Lista de faixas

### Disc One (Yellow)
1. "The Element of Surprise" – 4:21
2. "Trump Change" – 4:30
3. "All Tha Time" (feat. B-Legit) – 3:21
4. "Dump, Bust, Blast" – 4:11
5. "Hope I Don't Go Back" (feat. Otis & Shug) – 4:38
6. "$999,999 + $1 = A Mealticket" – 4:32
7. "Money Scheme" (feat. Jayo Felony) – 6:20
8. "Zoom" – 4:09
9. "Mayhem" (feat. A-1) – 5:09
10. "Personal" (feat. Levitti, D-Shot, Suga-T & The Mossie) – 4:31
11. "My Hoodlumz & My Thugz" (featuring Mack 10 & WC) – 4:44

### Disc Two (Orange)
1. "Do It To Me" (feat. Busta Rhymes) – 3:40
2. "Lieutenant Roast A Botch" (feat. Sylk-E. Fyne) – 4:41
3. "It's On, On Sight" (feat. C-Bo) – 4:13
4. "From The Ground Up" (feat. Too Short & K-Ci & JoJo) – 4:52
5. "Flashin'" – 4:54
6. "Doin' Dirt Bad" (feat. B-Legit)  – 4:24
7. "Broccoli" (feat. Otis & Shug) – 4:07
8. "Jump My Bone" (feat. Bosko) – 3:57
9. "Back Against The Wall" (feat. Master P) – 4:16
10. "To Da Beat" – 4:12
11. "Dirty Deeds" – 3:46
12. "Ballin' Outta Control" (feat. Levitti) – 4:22
13. "One More Gen" – 6:09

## Histórico nas paradas
| Parada (1998)                         | Melhor posição |
| ------------------------------------- | -------------- |
| U.S. Billboard 200                    | 13             |
| U.S. Billboard Top R&B/Hip-Hop Albums | 4              |